# Uno-X Mobility/Saison 2025
Dieser Artikel beschreibt die Mannschaft und die Siege des Radsportteams Uno-X Mobility in der Saison 2025.

## Mannschaft
| Teamkader 2025             | Teamkader 2025     | Teamkader 2025 | Teamkader 2025                            |
| Name                       | Geburtsdatum       | Land           | Vorheriges Team                           |
| -------------------------- | ------------------ | -------------- | ----------------------------------------- |
| Jonas Abrahamsen           | 20. September 1995 | Norwegen       | Ringeriks-Kraft (2016)                    |
| Carl-Frederik Bévort       | 24. November 2003  | Dänemark       | Uno-X DARE Development (2023)             |
| Erlend Blikra              | 11. Januar 1997    | Norwegen       | Team Coop (2019)                          |
| William Blume Levy         | 14. Januar 2001    | Dänemark       | ColoQuick (2021)                          |
| Magnus Cort Nielsen        | 16. Januar 1993    | Dänemark       | EF Education-EasyPost (2023)              |
| Simon Dalby                | 29. Januar 2003    | Dänemark       | Uno-X Mobility Development (2024)         |
| Fredrik Dversnes           | 20. März 1997      | Norwegen       | Team Coop (2021)                          |
| Stian Edvardsen-Fredheim   | 23. März 2003      | Norwegen       | Uno-X DARE Development (2022)             |
| Markus Hoelgaard           | 4. Oktober 1994    | Norwegen       | Lidl-Trek (2023)                          |
| Ådne Holter                | 8. Juli 2000       | Norwegen       | Lillehammer Cykleklubb (2021)             |
| Jonas Iversby Hvideberg    | 9. Februar 1999    | Norwegen       | Team DSM-Firmenich (2023)                 |
| Anders Halland Johannessen | 23. August 1999    | Norwegen       | Uno-X DARE Development (2021)             |
| Tobias Halland Johannessen | 23. August 1999    | Norwegen       | Uno-X DARE Development (2021)             |
| Alexander Kristoff         | 5. Juli 1987       | Norwegen       | Intermarché-Wanty-Gobert Matériaux (2022) |
| Andreas Kron               | 1. Juni 1998       | Dänemark       | Lotto Dstny (2024)                        |
| Johannes Kulset            | 14. April 2004     | Norwegen       | Uno-X DARE Development (2023)             |
| Magnus Kulset              | 18. August 2000    | Norwegen       | Uno-X DARE Development (2022)             |
| Andreas Leknessund         | 21. Mai 1999       | Norwegen       | Team DSM-Firmenich (2023)                 |
| Sakarias Koller Løland     | 20. September 2001 | Norwegen       | Uno-X DARE Development (2023)             |
| Henrik Pedersen            | 3. Dezember 2004   | Dänemark       | Uno-X Mobility Development (2024)         |
| Erik Nordsæter Resell      | 28. September 1996 | Norwegen       | Lillehammer Cykleklubb (2016)             |
| Anders Skaarseth           | 7. Mai 1995        | Norwegen       | Joker Icopal (2017)                       |
| Rasmus Tiller              | 28. Juli 1996      | Norwegen       | NTT Pro Cycling (2020)                    |
| Martin Bugge Urianstad     | 6. Februar 1999    | Norwegen       | Stavanger Sykleklubb (2018)               |
| Rasmus Bøgh Wallin         | 2. Januar 1996     | Dänemark       | Restaurant Suri-Carl Ras (2023)           |
| Søren Wærenskjold          | 12. März 2000      | Norwegen       | Joker Fuel of Norway (2020)               |
| Amund Grøndahl Jansen      | 11. Februar 1994   | Norwegen       | Team Jayco AlUla (2024)                   |
|                            |                    |                |                                           |
| Quelle: ProCyclingStats    |                    |                |                                           |

## Siege
| Siege    | Siege                           | Siege      | Siege  | Siege               | Siege |
| Datum    | Rennen                          | Staat      | Klasse | Sieger              |       |
| -------- | ------------------------------- | ---------- | ------ | ------------------- | ----- |
| 6. Feb.  | Étoile de Bessèges, 2. Etappe   | Frankreich | 2.1    | Søren Wærenskjold   |       |
| 21. Feb. | Andalusien-Rundfahrt, 3. Etappe | Spanien    | 2.Pro  | Alexander Kristoff  |       |
| 26. Feb. | O Gran Camiño, 1. Etappe        | Portugal   | 2.1    | Magnus Cort Nielsen |       |
| 27. Feb. | O Gran Camiño, 2. Etappe        | Spanien    | 2.1    | Magnus Cort Nielsen |       |
| 1. Mär.  | Omloop Het Nieuwsblad           | Belgien    | 1.UWT  | Søren Wærenskjold   |       |
| 2. Mär.  | O Gran Camiño, 5. Etappe        | Spanien    | 2.1    | Magnus Cort Nielsen |       |
| 14. Mär. | Tirreno–Adriatico, 5. Etappe    | Italien    | 2.UWT  | Fredrik Dversnes    |       |

## UCI-Weltranglisten-Platzierungen
| UCI-Ranking | UCI-Ranking | UCI-Ranking | UCI-Ranking |
| Fahrer      | Fahrer      | Land        | Punkte      |
| ----------- | ----------- | ----------- | ----------- |